# Lijst van spelers van Hermes DVS
Dit is een lijst van voetballers die minimaal één officiële wedstrijd hebben gespeeld in het eerste elftal van de Nederlandse voormalig betaaldvoetbalclub Hermes DVS.

## B
- Wim van Baarle
- Gerard Bakkes
- John Beijer
- Leen Bezem
- Henk de Blok
- Wilco de Boer
- Henny Bollen
- Nico Boot
- Joop Born
- Wim Bos
- Fred Bravenboer
- Harry Broeders
- Jan ten Braak
- Freddy van Buijtenen
- Jan van Buijtenen
- Frans van den Burg
- Gerard Burger

## D
- Aad van Diest
- Adrie van Dongen
- Kees van Dongen
- Ties van Duppen
- Dupree

## E
- René van Eck
- Tonny van Ede
- Hans Eijkenbroek

## F
- Gerard Flaes

## G
- Peet Geel
- Jan van der Gevel
- Coen van Gogh
- Gerrit Gouweleeuw
- Eddy van de Graaf
- Jaap van de Griend
- Coen Groenewegen
- Wim Groenewegen
- Piet de Groot
- Jan Gudde

## H
- Frans van der Heide
- Jack Heijster
- Joop Heijster
- John Heikamp
- Piet Henke
- Aad van Herweerden
- Jan ten Hoopen

## J
- Gidi Jacobs
- Leo Janse
- Piet Janse
- Wil Jansen

## K
- Ton Kemper
- Wim Kerklaan
- IJsbrand Kiela
- Wim Klein
- Frans van der Klink
- Knijf
- De Koning
- Martin Koogje
- Joop van der Kooij
- Cees van Kooten
- Toon Korporaal
- Leen de Korver
- Kosters
- Johnny Krabbendam
- Paul Kuipers
- Joop Kuiters

## L
- Ger Lagendijk
- Joep de Leeuw
- Wim van Lent

## M
- Kees Magielse
- Dick Marree
- Frans Mijnsbergen
- Johan Mommers
- Aad Monster
- Ted Moritz
- Piet van Mullem

## N
- Dick van Nierop

## O
- Arie van Oers
- Tinus Osterholt

## P
- Theo van der Poel
- Aad Putters

## R
- Theo de Raaij
- Cees Rijke
- Jan Rijke
- Jan Ris
- John Rost
- Mede Ruis
- Toon Ruts

## S
- Johan Schenk
- Schnell
- Hans Sigmond
- Drikus Simons
- Ben Smit
- Gerard Slavenburg
- Willem van der Sloot
- Harry Spermon
- Aad van der Stelt
- Joop Stuivenberg

## T
- Henk Tap
- Piet Teuling
- Ton Thie
- Wim Tieman
- Cock van der Tuijn
- Henny van der Tuijn

## V
- Harry van der Vaart
- Ton Valk
- Nico de Valk
- Sije Visser
- Aad van der Voort
- Cor Vonhof

## W
- Tinus Weber
- Bep Weeda
- Wim Westdijk
- Martin van Wijk
- Bart Willems

## Y
- Hans van Yperen

## Z
- Bep Zaal
- Cor van der Zee
- Joop van der Zee
- Henk Zuiderwijk
- Wim van Zuijlekom
- Cock de Zwart